# Арутюнян, Вардан Юрики
Вардан Юрики Арутюнян (11 января 1981, Октемберян) — российский самбист армянского происхождения, представитель лёгкой весовой категории. Выступал на всероссийском уровне на всём протяжении 2000-х годов, призёр чемпионатов России, победитель международных и ведомственных турниров по самбо. На соревнованиях представлял физкультурно-спортивное общество «Динамо» и Свердловскую область, мастер спорта международного класса. Также является мастером спорта по дзюдо.

## Биография
Вардан Арутюнян родился 11 января 1981 года в городе Октемберяне Армянской ССР, однако впоследствии переехал на постоянное жительство в Свердловскую область, в 2000 году получил российское гражданство.
Занимался борьбой с юных лет, проходил подготовку в Арти и Верхней Пышме в составе спортивного общества Профсоюзов, позже перебрался в Екатеринбург и присоединился к физкультурно-спортивному обществу «Динамо», состоял в екатеринбургских спортивных клубах «Уралэлектромедь» и «Рингс-Динамо». В разное время был подопечным таких специалистов как С. Н. Жеребцов, В. В. Конев, А. В. Столбов.
Впервые заявил о себе в сезоне 2000 года, одержав победу на ведомственном чемпионате МВД РФ по самбо. Год спустя выполнил норматив мастера спорта по самбо. В 2003 году завоевал бронзовую медаль на чемпионате России, был лучшим на международном турнире по самбо в Москве и на первом мемориальном турнире памяти В. Ревтова. В 2004 году на аналогичном международном турнире в Москве вновь победил всех соперников, по итогам сезона за выдающиеся спортивные достижения удостоен почётного звания «Мастер спорта России международного класса». Кроме того, в этот период активно вступал в дзюдо, так же имеет в этой дисциплине звание мастера спорта.
Во второй половине 2000-х годов продолжал участвовать в соревнованиях по самбо. Так, на чемпионате России 2007 года в Кстово в зачёте лёгкой весовой категории сумел дойти до стадии полуфиналов и завоевал тем самым бронзовую медаль. Также в этом сезоне одержал победу на Кубке мира в Венесуэле. В 2009 году занял третье место на первенстве Уральского федерального округа в Челябинске. Победитель мемориального турнира по спортивному самбо памяти А. А. Харлампиева.
Имеет высшее образование, окончил Уральский юридический институт МВД России. В настоящее время работает спортсменом-инструктором в Специализированной детско-юношеской спортивной школе олимпийского резерва «Динамо». Капитан полиции.